# Corrado Tumiati
Corrado Tumiati, né à Ferrare le 9 septembre 1885 et mort à Florence le 16 février 1967, est un médecin, écrivain, poète, journaliste  et traducteur italien, lauréat du prix Viareggio de 1931 avec l'opéra I tetti rossi. Ricordi di manicomio.